# Teko Modise
Tsholofelo „Teko“ Modise (* 22. Dezember 1982 in Soweto) ist ein ehemaliger südafrikanischer Fußballspieler. Der offensive Mittelfeldspieler stand zuletzt bei Cape Town City FC unter Vertrag und gehörte zum Aufgebot der südafrikanischen Nationalmannschaft.

## Vereinskarriere
Modise gab sein Erstligadebüt in Südafrika am 2. September 2001 für Ria Stars gegen Wits University. Nachdem der Klub zur Spielzeit 2002/03 vom südafrikanischen Verband gegen eine Entschädigung aus der Liga gekauft wurde, um das Teilnehmerfeld zu verkleinern, wechselte Modise zum Zweitligisten Pietersburg Pillars. Mit den Pillars, die sich 2005 in City Pillars umbenannten, verpasste er den Aufstieg in die Premier Soccer League mehrfach knapp. Als er nach der Saison 2005/06 als bester Spieler der Liga ausgezeichnet wurde und in den Aufstiegs-Play-offs mit den Pillars scheiterte, wechselte er zum Erstligisten Supersport United.
Nach nur einem Jahr bei Supersport unterschrieb er überraschend beim Ligakonkurrenten Orlando Pirates einen Drei-Jahres-Vertrag. Bei den Pirates entwickelte er sich zum Starspieler und Leistungsträger seines Teams und Werbeträger für zahlreiche Firmen (McDonald’s, Samsung, Nike). 2008 und 2009 wurde er als bester Spieler der höchsten südafrikanischen Spielklasse als PSL Footballer of the Year geehrt.

## Nationalmannschaft
Modise wurde für den COSAFA Cup 2007 erstmals in die südafrikanische Nationalelf berufen und führte das Team zum Turniersieg. Er erzielte im Turnierverlauf alle drei Treffer Südafrikas (war damit bester Torschütze neben Paulin Voavy) und wurde als bester Spieler des Turniers ausgezeichnet. Im Januar 2008 nahm er als Stammspieler beim enttäuschenden Vorrundenaus bei der Afrikameisterschaft in Ghana teil. Im Jahr 2010 nahm Modise an der FIFA WM 2010 im eigenen Land teil, bei welcher Südafrika allerdings bereits in der Vorrunde ausschied.

## Erfolge
auf Vereinsebene:
- Telkom Charity Cup: 2008/09
- Premier Soccer League: 2014 und 2016
- CAF Champions League: 2016 mit Mamelodi Sundowns[1]

mit der Nationalmannschaft:
- COSAFA-Cup-Sieger: 2007

Individuell:
- PSL Footballer of the Year: 2007/08, 2008/09
- ABSA Premiership Player’s Player of the Season: 2008/09
- Mvela Golden League Player of the Season: 2005/06
- COSAFA Player of the series: 2007